# Collix inaequata
Collix inaequata là một loài bướm đêm trong họ Geometridae.